# A Misplaced Foot
A Misplaced Foot er en amerikansk stumfilm fra 1914 af Wilfred Lucas.

## Medvirkende
- Roscoe 'Fatty' Arbuckle
- Minta Durfee
- Hank Mann
- Mabel Normand
- Ford Sterling